# Guy Vanhengel
Guy Vanhengel (ur. 10 czerwca 1958 w Brukseli) – belgijski i flamandzki polityk, nauczyciel, minister w rządach regionalnych, wicepremier na szczeblu krajowym, jeden z liderów Flamandzkich Liberałów i Demokratów (Open VLD).

## Życiorys
Uzyskał w 1979 uprawnienia nauczycielskie, pracował w tym zawodzie do 1981, następnie przez rok służył w wojsku. Pełnił funkcję rzecznika sekretarz stanu Annemie Neyts-Uyttebroeck, a następnie partii liberalnej kierowanej przez Guya Verhofstadta. Od 1985 do 1988 był członkiem gabinetu politycznego tego ostatniego, zajmującego wówczas stanowisko wicepremiera. Przez rok pracował w zespole Patricka Dewaela, ministra kultury. Potem do 1995 Guy Vanhengel ponownie pełnił funkcję rzecznika liberałów. Od 1989 zasiadał także w radzie miejskiej w Evere.
W 1995 został członkiem parlamentu Regionu Stołecznego Brukseli, a w 2000 ministrem w brukselskim rządzie regionalnym, odpowiadając przez dziewięć lat m.in. za finanse, budżet, sprawy zagraniczne. W latach 2002–2003 zasiadał jednocześnie w rządzie Regionu Flamandzkiego jako minister sportu.
17 czerwca 2009 Herman Van Rompuy powierzył mu urząd wicepremiera i ministra budżetu. W sformowanym 25 listopada 2009 gabinecie Yves'a Leterme utrzymał to stanowisko. W 2010 wybrany do niższej izby federalnego parlamentu. Zakończył urzędowanie jako minister 6 grudnia 2011. Powrócił do rządu regionalnego jako minister finansów, budżetu i spraw zagranicznych. W rządzie regionalnym zasiadał na różnych stanowiskach do 2019. W 2014 i 2019 ponownie wybierany na posła do parlamentu Regionu Stołecznego Brukseli.